# 明石町 (台北市)
明石町（あかし-ちょう）は日本統治時代の台北市の行政区。城内の北東部、現在の中山南路、青島西路、公園路、襄陽路、信陽街、許昌街の一部及び南陽街、常徳街に相当する。町名は台湾総督の明石元二郎に由来する。

## 町内施設
- 台北帝国大学医学部附属医院（一丁目、現在の台大医院）

## 著名な住人
- 後宮信太郎[1] - 台湾財界の大御所